# MV Agusta Motocarro

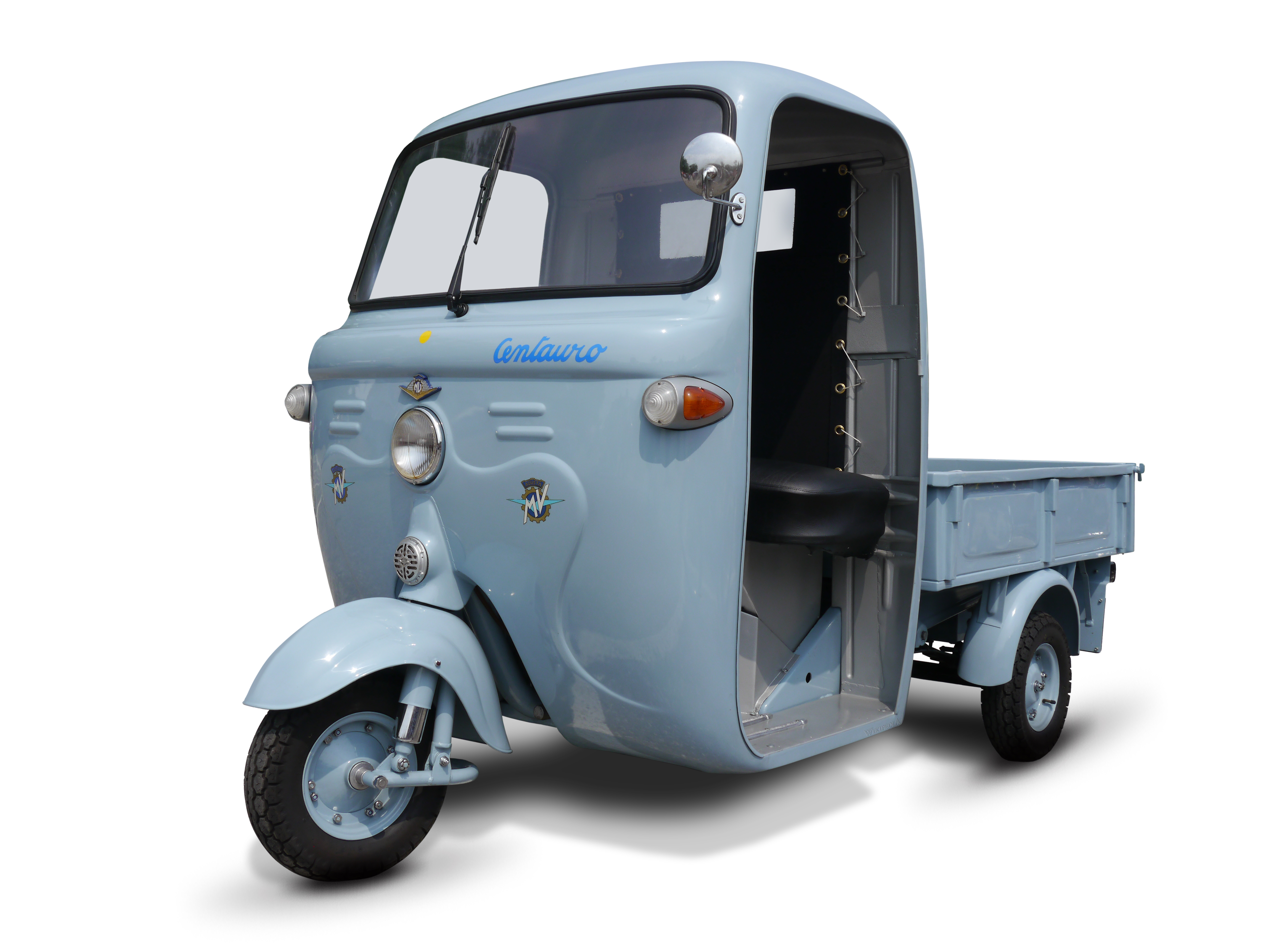
MV Agusta 150 “Centauro RFB” (1961–1965)

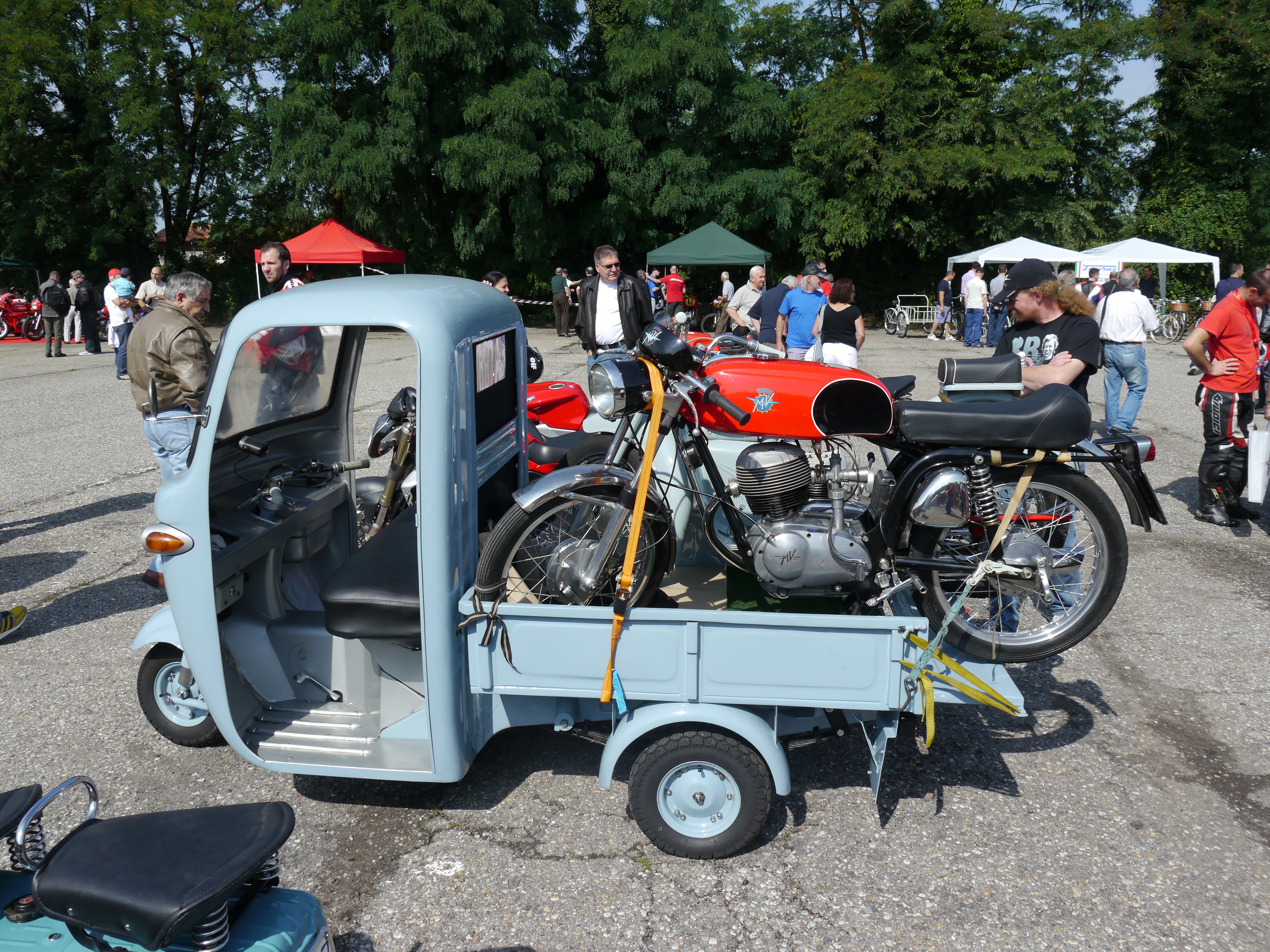
Mit MV lassen sich auch andere MV transportieren: 350 kg Zuladung

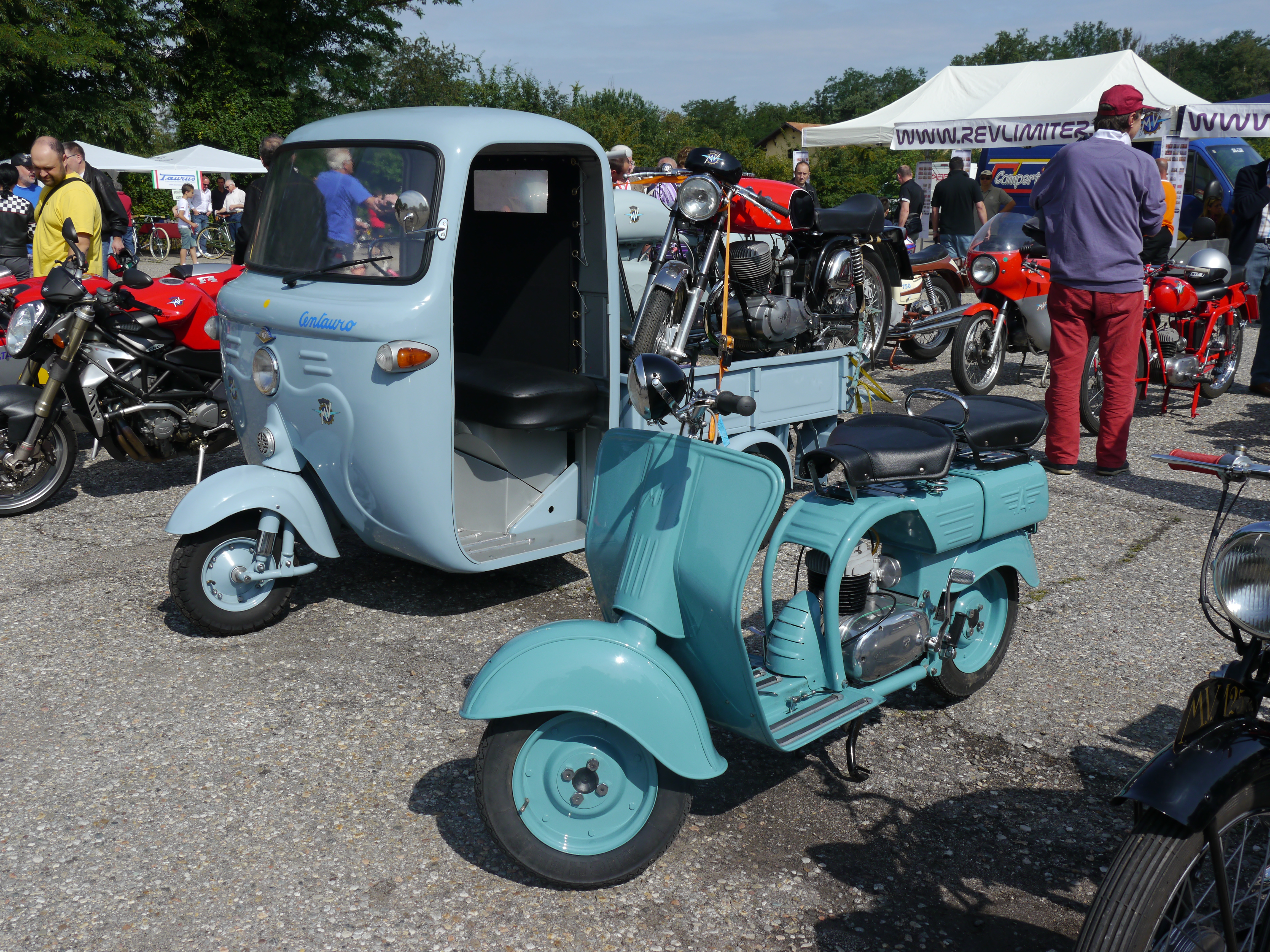
Ein MV Centauro neben einem MV Scooter 125 CGT

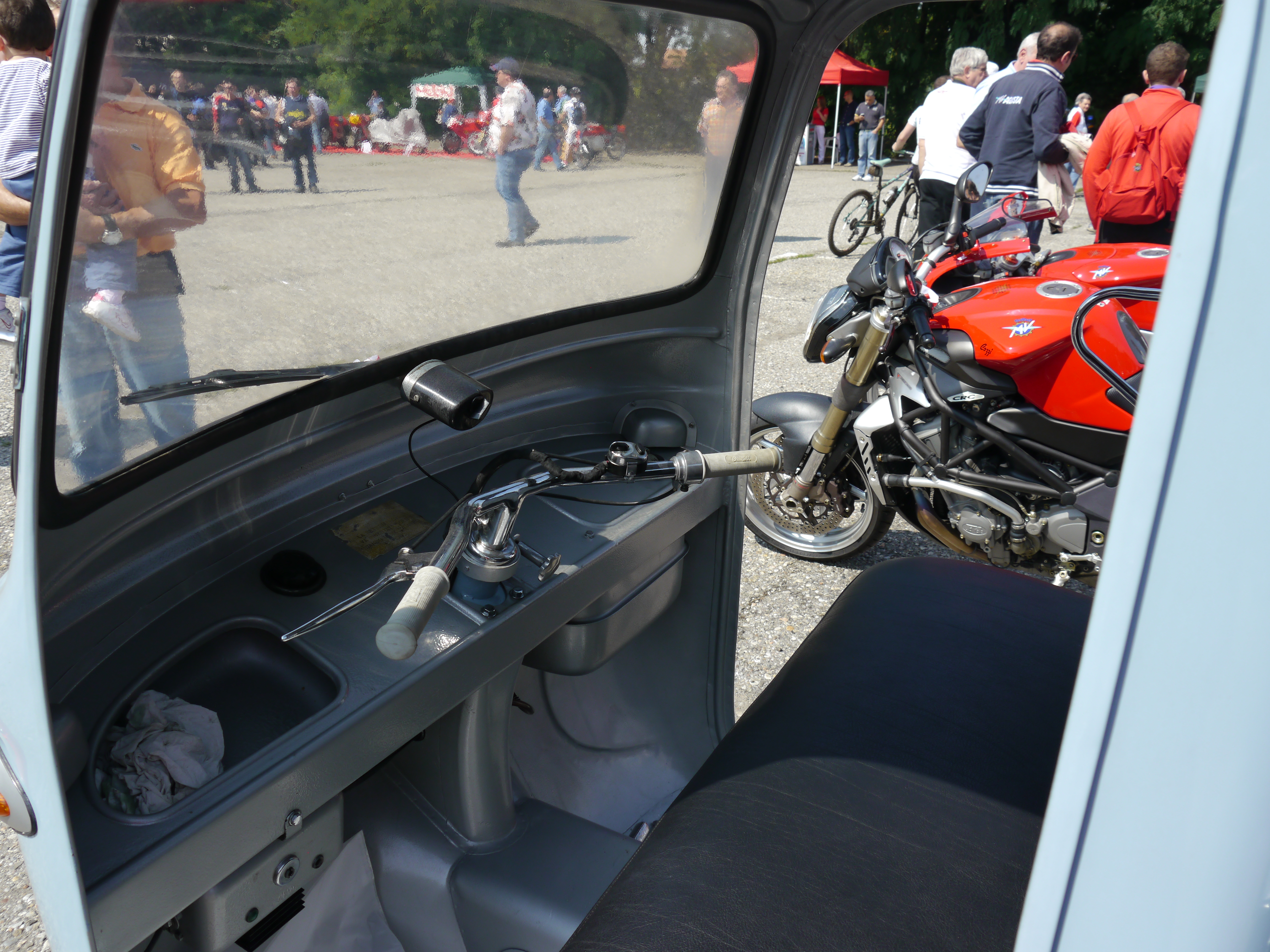
Blick in das Fahrerhaus: ursprünglich war ein Einer-Motorradsattel verbaut, später wurde eine durchgängige Sitzbank montiert

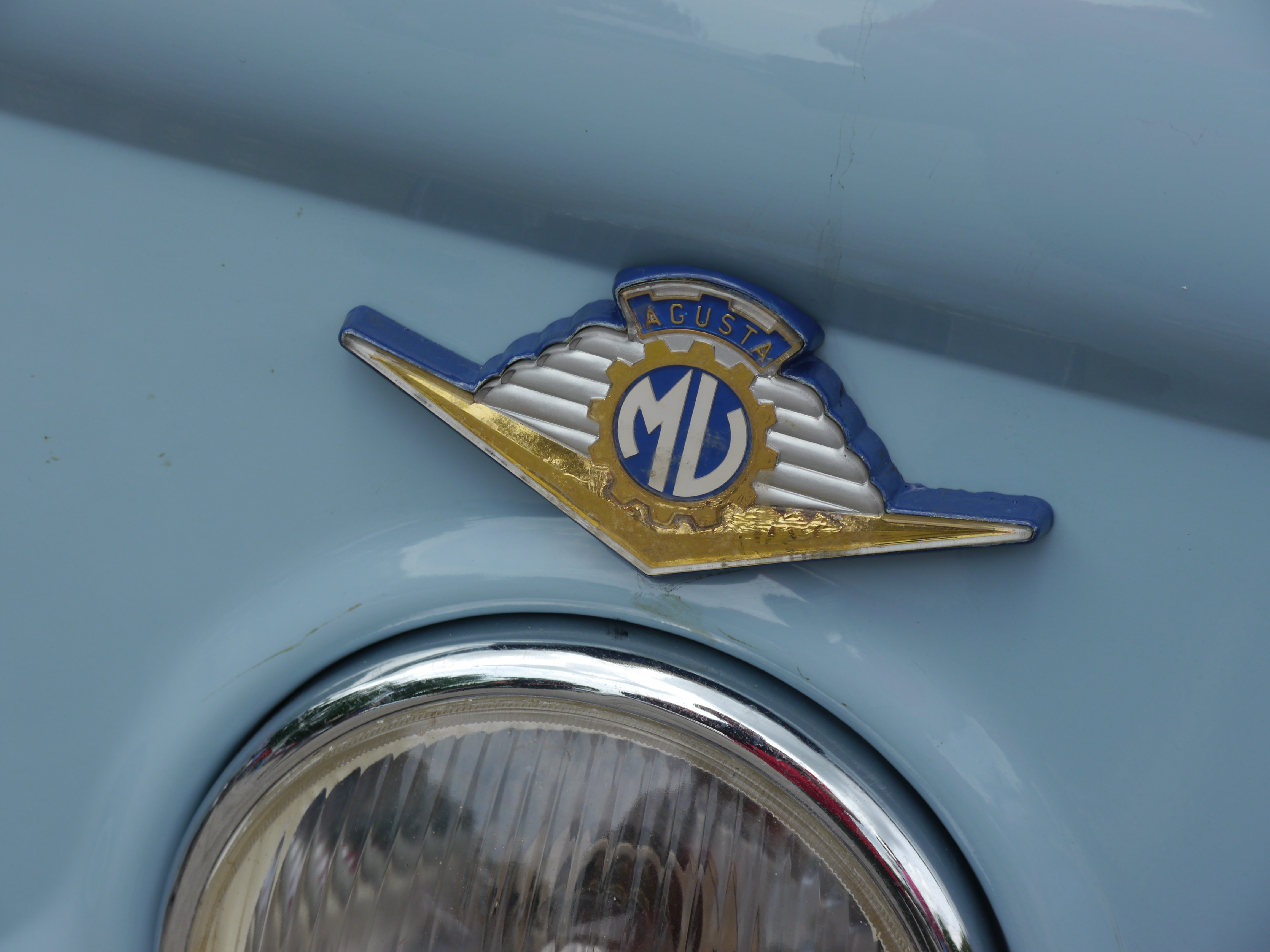
Das, für die „Motocarri“ verwendete Firmenlogo mittig über dem Frontscheinwerfer

MV Agusta Motocarro (Plural Motocarri) ist der Überbegriff für eine Reihe von kleinen Transportfahrzeugen, die der italienische Fahrzeugbauer MV Agusta zwischen 1947 und 1968 in verschiedenen Ausführungen produzierte.

## Geschichte
Wie auch andere italienische Hersteller, brachte MV Agusta nach dem Zweiten Weltkrieg eine Serie von Kleinlastfahrzeugen auf Dreirad-Basis heraus, vergleichbar etwa mit dem Ercole von Moto Guzzi, dem Ape von Piaggio, oder dem Macchi MB1 von Aermacchi. Diese Fahrzeuge, für die sich allgemein der Begriff Motocarro (etwa: Motorkarre, motorisiertes Dreirad) etablierte, waren für den Wiederaufbau, und generell bei der Güterversorgung in dem stark zerstörten Land immens wichtig. Aber auch nach der ersten Erholung Italiens blieben die „Motocarri“ fester Bestandteil des Straßenbildes, da sie kostengünstig und sehr effizient die Lücke zwischen Motorrad mit Anhänger und Last- beziehungsweise Lieferwagen schlossen. MV Agusta zählte in diesem Segment nicht zu den ganz großen Produzenten, brachte aber über die Jahre eine recht erfolgreiche Palette an Modellen auf den Markt.

## Modelle

### Motocarro 98 (1947–1948)
Das erste Transportfahrzeug von MV Agusta wurde zu Beginn ihrer eigenständigen Motorradproduktion entwickelt. Der 98er wurde nur in einigen wenigen Exemplaren hergestellt, die Besonderheit ist bei diesem Modell das umgekehrte Dreirad-Prinzip: vorne eine Zweirad-Achse, über der die Ladefläche (aus Holz) montiert war, hinten ein Einzelrad mit Einzylinder-Zweitaktmotor (der von der MV 98cc übernommen wurde), über dem der Fahrer auf einem Sattel saß, und über ein Autolenkrad steuerte. Die Lade-Kapazität betrug 250 kg. Im Jahr 1948 wurden etwa 100 Dreiräder hergestellt, einige davon (als Serie 2) mit einem etwas leistungsstärkeren 125-cm³-Zweitaktmotor mit 3 Gängen. Die Höchstgeschwindigkeit des „novant'otto“ betrug 40 km/h.

### Motocarro 175 (1954–1958)
Das Motocarro 175 war das zweite Modell. Im Vergleich zum Vorgänger 98 gab es einige neue Merkmale: Der Motor war jetzt ein 4-Takt-Motor, der von der MV 175 CST (1954) übernommen wurde, und der eine einzelne obenliegende Nockenwelle hatte. Der gesamte Vorderbau wurde quasi 1:1 vom Motorrad übernahmen. Die Ladefläche wanderte nach hinten und erhielt Bordwände aus Metall. Die Räder bekamen mit 17 Zoll einen größeren Durchmesser. Die maximale Zuladung betrug 350 kg. Die Höchstgeschwindigkeit lag bei 50 Km/h, und die Reichweite bei 24 Km pro Liter
- Produzierte Exemplare: 2200
- Verkaufspreis: 375.000 Lire

### 150 „Centauro RF“ (1958–1960)
Der Centauro RF war das dritte Modell der MV-Transportfahrzeuge. Im Vergleich zu den Vorgängermodellen ändert sich fast alles: Der Vorderbau hatte jetzt eine Metallkabine, die den Fahrer vor Wind und Wetter schützte. Die Ladefläche war ab jetzt auch aus Metall. Der Motor war ein 4-Takter, der mit Hubraumerweiterung aus der 125er Turismo Rapido (1954) stammte, und mit zusätzlicher Getriebeschmierpumpe und einem Kühlgebläse ausgestattet war. Die Höchstgeschwindigkeit war 60 km/h bei einer Reichweite von 34 km pro Liter.
- Produzierte Exemplare: 4160
- Verkaufspreis: zwischen 288.000 und 335.000 Lire

### 150 „Centauro RFB“ (1961–1965)
Im Vergleich zum Vorgängermodell änderte man beim Centauro RFB in erster Linie der Motor und das Bremssystem. Der Motor wurde vom Modell MV 150 „Centomila“ übernommen, und mit einem zusätzlichen Kühlgebläse ausgestattet. Höchstgeschwindigkeit: 60 km/h. Reichweite: 34 km/l.
- Produzierte Exemplare: 1610
- Verkaufspreis: 335.000/398.000

### 235 „Trasporto Tevere“ (1960–1968)
Der Tevere stellte den „großen Bruder“ der Centauro-Modelle dar und behielt die Kabine mit der Metall-Heckbox bei. Der Motor war ein neu konstruierter 4-Takt-Motor mit einem Hubraum von 235 cm³, der aus den Kapazitäten der, sich nicht sonderlich gut verkaufenden, MV Agusta Tevere übernommen wurde. Die maximale Leistung stieg von 7 auf 10 PS, und die Zuladungskapazität wurde von 350 auf 520 kg gesteigert. Höchstgeschwindigkeit: 55 km/h. Reichweite: 18 km/l. Es folgten die Version „MV TTB“ (1961) und die „MV TTC“ (1965).
- TT (1960) / Exemplare: 1000 Verkaufspreis: 470.000 Lire
- TTB (1961–1964) / Exemplare: 2360 Verkaufspreis: 477.000 Lire
- TTC (1965–1968) / Exemplare: 1185 Verkaufspreis: 477.000 Lire

## Technische Daten
Anmerkung: Bei abweichenden Informationen im Internet wurden die Daten aus der vorliegenden Literatur eingesetzt.
| MV Agusta Motocarri (1947–1968) | MV Agusta Motocarri (1947–1968)  | MV Agusta Motocarri (1947–1968)  | MV Agusta Motocarri (1947–1968)              | MV Agusta Motocarri (1947–1968)        |
|                                 | Motocarro 98                     | Motocarro 175                    | 150 “Centauro”                               | 235 “Trasporto Tevere”                 |
| Motor                           | Motor                            | Motor                            | Motor                                        | Motor                                  |
| ------------------------------- | -------------------------------- | -------------------------------- | -------------------------------------------- | -------------------------------------- |
| Bauart                          | 1-Zylinder-Zweitakt; luftgekühlt | 1-Zylinder-Viertakt; luftgekühlt | 1-Zylinder-Viertakt;                         | 1-Zylinder-Viertakt;                   |
| Hubraum                         | 97,7 cm³                         | 172,3 cm³                        | 150,1 cm³                                    | 231,7 cm³                              |
| Bohrung und Hub                 | 48 × 54 mm                       | 59,5 × 62 mm                     | 59,5 × 54 mm                                 | 69 × 62 mm                             |
| Verdichtung                     | 6,1 : 1                          | 6,6 : 1                          | 7,0 : 1                                      | 6,5 : 1                                |
| Zylinderkopf                    | Leichtmetall                     | Leichtmetall                     | Leichtmetall                                 | Leichtmetall                           |
| Zylinder                        | Grauguss                         | Leichtmetall                     | Grauguss                                     | Grauguss                               |
| Vergaser                        | Dell’Orto TA 16 A                | Dell’Orto MA 18 B                | Dell’Orto MA 18 B                            | Dell’Orto MB 22                        |
| Antrieb                         |                                  |                                  |                                              |                                        |
| Kupplung                        | Ölbadlamellenkupplung            | Ölbadlamellenkupplung            | Ölbadlamellenkupplung                        | Ölbadlamellenkupplung                  |
| Getriebe                        | angeblockt, 3 + R Gang           | angeblockt, 4 + R Gang           | angeblockt, 4 Gang / separates Wendegetriebe | angeblockt, 4 + R Gang / Reduzierstufe |
| Antrieb primär/sekundär         | Zahnräder/Kette                  | Zahnräder/Kardan                 | Zahnräder/Kardan                             | Zahnräder/Kardan                       |
| Elektrik                        |                                  |                                  |                                              |                                        |
| Zündung                         | Schwungradmagnetzündung          | Schwungradmagnetzündung          | Schwungradmagnetzündung                      | Schwungradmagnetzündung                |
| Spannung                        | k. A.                            | k. A.                            | k. A.                                        | k. A.                                  |
| Lichtmaschine                   | k. A.                            | k. A.                            | k. A.                                        | k. A.                                  |
| Leistung                        |                                  |                                  |                                              |                                        |
| Leistung                        | 3,5 PS (2,6 kW) bei 4500/min     | 8 PS (5,9 kW) bei 5600/min       | 7 PS (5,2 kW) bei 5500/min                   | 9 PS (6,6 kW) bei 5500/min             |
| Höchstgeschwindigkeit           | 40 km/h                          | 50 km/h                          | 60 km/h                                      | 54 km/h                                |
| Inhalt Kraftstofftank           | 8 Liter                          | 14 Liter                         | 12 Liter                                     | 15 Liter                               |
| Inhalt Ölbehälter               | –                                | 2 Liter                          | 2,2 Liter                                    | 2,2 Liter                              |
| Mittlerer Verbrauch             | 4 Liter / 100 km                 | 4,5 Liter / 100 km               | 3 Liter / 100 km                             | 6 Liter / 100 km                       |
| Rahmen und Maße                 |                                  |                                  |                                              |                                        |
| Rahmen                          | Rohr und Stahlblechstruktur      | Rohrrahmen                       | Rohr- und Stahlblechrahmen                   | Rohr- und Stahlblechrahmen             |
| Radstand                        | k. A.                            | 1800 mm                          | 1720 mm                                      | 1936 mm                                |
| Länge                           | k. A.                            | k. A.                            | k. A.                                        | k. A.                                  |
| Breite                          | k. A.                            | k. A.                            | k. A.                                        | k. A.                                  |
| Gewicht                         | 160 kg (trocken)                 | 250 kg (trocken)                 | 270 kg (trocken)                             | 396 kg (trocken)                       |
| Zuladung (max.)                 | 250 kg                           | 350 kg                           | 350 kg                                       | 700 kg                                 |
| Federung, Reifen und Bremsen    |                                  |                                  |                                              |                                        |
| Radaufhängung vorne             | Blattfeder                       | Telegabel                        | gezogene Kurzschwinge                        | Schwinge, hydraulische Federbeine      |
| Radaufhängung hinten            | starr                            | Blattfedern                      | Blattfedern                                  | Blattfedern                            |
| Räder (vorne / hinten)          | 3.75 × 8″, Stahlscheibenräder    | 2.25 × 17″/ 4.00 × 15″           | 3.75 × 8″, Stahlscheibenräder                | 4.50 × 10″, Stahlscheibenräder         |
| Reifen (vorne / hinten)         | 4.00 – 8″                        | 3.50 – 17″/ 4.25 – 15″           | 4.00 – 8″                                    | 5.00 – 10″TL                           |
| Bremsen (vorne / hinten)        | Trommel (hydraulisch)            | Trommel                          | Trommel                                      | Trommel                                |

Quelle: